# Donna sul divano nero
La Donna sul divano nero (La Femme au divan noir) è un dipinto realizzato dal pittore francese Jean-Jacques Henner nel 1865. Fa parte delle collezioni del museo di belle arti di Mulhouse, nel dipartimento dell'Alto Reno. Una versione più piccola si trova al museo nazionale Jean-Jacques Henner di Parigi.

## Storia
L'opera venne esposta a Parigi al Salone del 1869. Lo scrittore Émile Zola in seguito la definì "una macchia bianca su uno sfondo nero come l'inchiostro". In seguito venne esposta all'esposizione universale del 1878 e divenne di proprietà della società industriale di Mulhouse (Société industrielle de Mulhouse, SIM), finendo poi nelle collezioni del museo di Mulhouse.

## Descrizione
Quest'olio su tela raffigura una donna nuda sdraiata su un divano nero, con il suo braccio destro dietro la testa e l'altro disteso. C'è un grande contrasto tra il corpo della modella, messo in risalto dalla luminosità, e il divano, il cui colore scuro lo unisce in parte allo sfondo: questa caratteristica dei contrasti tra una figura nuda illuminata e l'ombra dello sfondo è presente in altre opere del pittore, come notava Zola. Henner, infatti, prediligeva il nudo femminile e il chiaroscuro, come farà nelle opere successive.